# هاملت وارداپتیان
هاملت هاروتیونی وارداپتیان (ارمنی: Համլետ Հարությունի Վարդապետյան؛  زادهٔ ۲۶ مهٔ ۱۹۲۷ - درگذشته ۲۲ ژانویهٔ ۲۰۱۳) فیزیک‌دان، استاد (۱۹۷۲) و آکادمیسین فرهنگستان ملی علوم ارمنستان (۱۹۷۷) اهل ارمنستان بود.

## زندگی‌نامه
وی در ۲۶ مهٔ ۱۹۲۷ در ایروان به دنیا آمد و از سوربن فارغ‌التحصیل گشت. همچنین برندهٔ جوایزی همچون نشان پرچم سرخ کار و نشان آنانیا شیراکاتسی () شده است. وی در ۲۲ ژانویه ۲۰۱۳ در سن ۸۶ سالگی در ایروان درگذشت.

## یادداشت
1. ↑  փիլիսոփայության դոկտոր
2. ↑  ֆիզիկամաթեմատիկական գիտությունների դոկտոր